# Kluge-Preis
Der nach John W. Kluge benannte Kluge-Preis ist ein internationaler Wissenschaftspreis. Er wird in unregelmäßigen Abständen für Lebenswerke in den Geistes- und Sozialwissenschaften verliehen, die nicht von Nobelpreisen abgedeckt werden, und ist üblicherweise mit einer Million Dollar dotiert. 2015 betrug das Preisgeld 1,5 Millionen Dollar, 2020 500.000 Dollar.

## Überblick
Den Preis verleiht das John W. Kluge Center der Library of Congress. Vor dem Hintergrund, dass die Vereinigten Staaten die Geisteswissenschaften stark gefördert haben, wird der Preis im Großen Saal des Jefferson-Gebäudes der Bibliothek verliehen. Die Preisträger arbeiten anschließend für kurze Zeit an der Bibliothek und sollen sich informell mit Mitgliedern des United States Congress austauschen.
Gestiftet hat den Preis der Bibliotheks-Mäzen John W. Kluge. Zu den ausgezeichneten Disziplinen gehören Geschichte, Philosophie, Politik, Anthropologie, Soziologie, Religion, Kunstgeschichte, Literatur- und Sprachwissenschaften.

## Preisträger
- 2003 – Leszek Kołakowski
- 2004 – Jaroslav Pelikan und Paul Ricœur
- 2006 – John Hope Franklin und Yu Ying-shih
- 2008 – Romila Thapar und Peter Brown
- 2012 – Fernando Henrique Cardoso
- 2015 – Jürgen Habermas und Charles Taylor
- 2018 – Drew Gilpin Faust
- 2020 – Danielle Allen
- 2022 – George Chauncey
- 2024 – Kwame Anthony Appiah